# Exeter (Verenigd Koninkrijk)
Exeter is een district  met de officiële titel van city, in het niet-stedelijk graafschap (non-metropolitan county) Devon, in zuidwest-Engeland. Het inwonertal van Exeter werd in 2018 geschat op 130.000 inwoners, op een oppervlakte van 47 km².
Van de bevolking is 16,0% ouder dan 65 jaar. De werkloosheid bedraagt 2,6% van de beroepsbevolking (cijfers volkstelling 2001).
De stad ligt aan de rivier de Exe en werd al door de Romeinen bewoond. Het centrum heeft zwaar geleden onder bombardementen tijdens de Tweede Wereldoorlog, maar de historische kathedraal van Exeter staat nog altijd overeind.
Exeter is via twee spoorlijnen verbonden met Londen en heeft een eigen vliegveld, waar de lagekostenluchtvaartmaatschappij Flybe tot haar faillissement was gevestigd.

## Geografie
Exeter ligt op de oostoever van de rivier de Exe, op een landstrook met direct daarachter een steile heuvel. Op deze locatie waar de Exe net samen is gekomen met de rivier de Creedy begint een breed estuarium. Overstroming is vrij normaal. Historisch gezien was dit de laagste plek om de Exe over te steken. De rivier was hier nog onder de invloed van de getijden en was vanaf zee bevaarbaar tot de constructie van stuwen later in de geschiedenis van de stad. In combinatie met de eenvoudig verdedigbare rand voorafgaand aan de steile heuvel was de huidige locatie van de stad een logische keuze voor een handelsnederzetting. De ondergrond van Exeter bestaat vooral uit zandsteen. In de heuvelkam die de rug van de stad vormt bevindt zich ook een vulkanische plug waarop Rougemont Castle is gebouwd. De beroemde kathedraal van Exeter is op het uiteinde van de kam gebouwd en is daardoor van grote afstand te zien.

## Geschiedenis

### Oudste bewoning en Romeinse tijd
De eerste sporen van bewoning in Exeter en omgeving stammen uit het neolithicum. Uit de ijzertijd zijn onder andere de voor Engeland typische rondhuizen bekend, bijvoorbeeld opgegraven waar nu het winkelcentrum Guildhall staat. Waarschijnlijk hadden de Kelten bij Exeter een versterkte nederzetting. De Latijnse naam Isca Dumnoniorum (Isca van de Dumnones) wijst daarop. Isca is waarschijnlijk een Keltische term die onder andere beschreven wordt in Caesars De bello Gallico. De Romeinen gebruikten deze term vaker met een toevoeging, zoals ook het geval is met Isca Augusta – het tegenwoordige Caerleon-on-Usk in Monmouthshire. Isca Dumnoniorum was de meest zuidwestelijk gelegen Romeinse versterkte nederzetting in Engeland. Er is nog veel van het tracé van de oude omwalling te vinden. Het meeste van wat nog daadwerkelijk overeind staat is echter herstelwerk en versterking uit de tijd van Alfred de Grote. Deze moest het uiterste westen van zijn koninkrijk beveiligen tegen aanvallen van Vikingen. Een groot badcomplex uit de Romeinse tijd is in de jaren 1970 opgegraven.

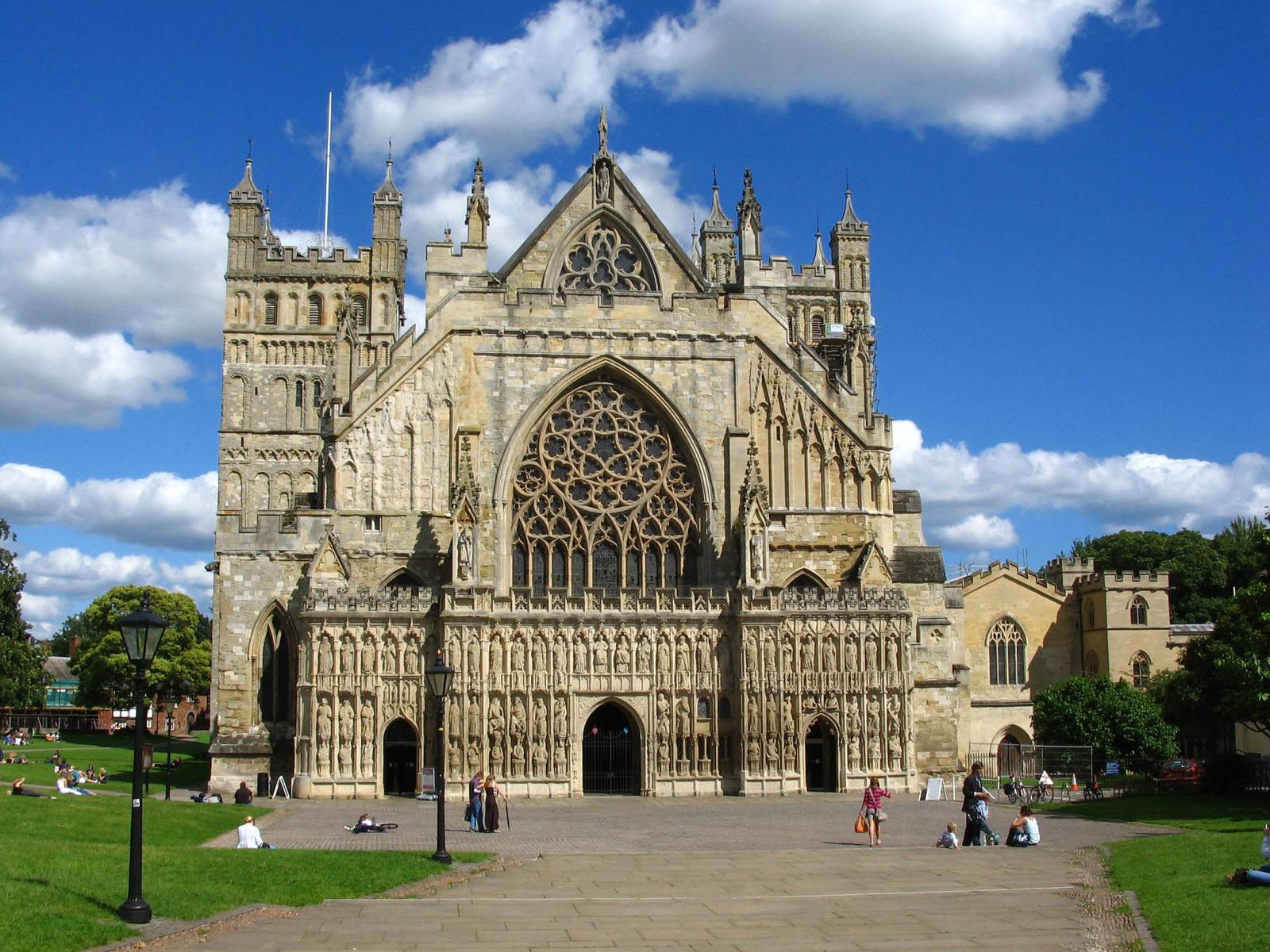
De Kathedraal van Exeter

### Middeleeuwen
In 877 werd Exeter (Exanceaster) veroverd door de Denen (Vikingen), maar koning Alfred de Grote verdreef ze al snel. In 894 werd een nieuwe aanval afgeslagen maar in 1001 werd de stad voor de tweede keer door de Denen ingenomen. In 1067 kwam de stad in opstand tegen Willem de Veroveraar die terstond de stad belegerde. Al na 18 dagen gaf Exeter zich over. Uit deze tijd stamt ook het Exeter Book, ook bekend als de Codex Exoniensis dat nog steeds in de kathedraal bewaard wordt. Ook in 1140 werd de stad belegerd, de inwoners gaven zich pas over toen na drie maanden het drinkwater opraakte. Exeter was al in die tijd een belangrijk centrum van wolproductie en wolhandel.

### Nieuwe tijd

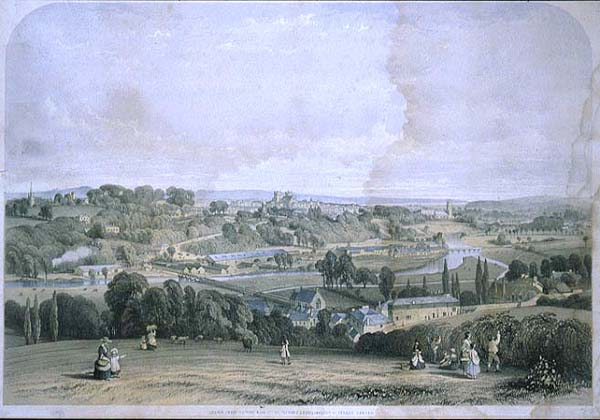
De stad Exeter
(1844), tekening van William Spreat

In 1588 leverde de stad schepen voor de aanval op de Spaanse Armada. De wapenspreuk van Exeter, waarschijnlijk verleend door Elizabeth I semper fidelis gaat hierop terug. Exeter was tijdens de Engelse Burgeroorlog eerst in handen van de Parlementairen maar viel op 4 september 1643 in handen van de Royalisten. Pas aan het einde van de oorlog viel ze als een van de laatste steden weer in handen van de Parlementairen. In de vroege jaren van de Industriële revolutie leek Exeter goede uitgangspositie te hebben: de wolindustrie, veel grondstoffen van het omringende platteland en de snel stromende rivier de Exe die gebruikt kon worden om energie op te wekken. Echter, toen de stoommachine zijn intree maakte en water als belangrijkste bron van energie verving was die voorsprong voorbij. De stad lag in de negentiende eeuw te ver weg voor een vlotte aanvoer van grondstoffen zoals steenkool en ijzer. De meeste ontwikkelingen van de nieuwe eeuw gingen aan Exeter voorbij.

### Nieuwste tijd
In de jaren 1940 en 1942 bombardeerde de Luftwaffe Exeter 18 keer. Het grootste deel van het oude centrum ging daarbij verloren en de kathedraal liep ook schade op. Bij de wederopbouw werd weinig moeite gedaan om het erfgoed te behouden; geraakte gebouwen werden eerder gesloopt dan gerestaureerd en ook het stratenplan werd aangepast. Een latere ingreep in het stadscentrum is de ontwikkeling van het Princesshay winkelcentrum tussen de Cathedral Close en High Street. Dit werd in 2007 geopend.

## Transport

### Auto
De motorway M5 begint in Exeter en komt bij Bristol samen met de M4 naar Londen. De oudere A30 biedt een meer directe verbinding met Londen via de A303 en de M3. De A38 verbindt Exeter met Plymouth en dan door naar Zuidoost Cornwall. De A30 loopt door naar Okehampton en Noord en West Cornwall.

### Trein
Het eerste spoor werd in 1844 aangelegd door de Bristol and Exeter Railway en had een station aan de westelijke rand van de stad, het huidige station Exeter St Davids, dat nog steeds het belangrijkste station in Exeter is. De lijn werd verlengd door de South Devon Railway Company naar het westen tot aan Plymouth. Daarvoor kwam er een kleiner station in Exeter bij Fore Street, met de naam Exeter St Thomas. Een meer centraal gelegen station Exeter Central Station werd geopend aan de Queen Street door de London and South Western Railway in 1860 toen het een alternatieve route naar London opende. Er zijn tegenwoordig twee belangrijke verbindingen van Exeter met Londen: een snelle route via Taunton naar London Paddington en een langzamere route, de West of England Main Line via Salisbury naar London Waterloo. Een andere belangrijke verbinding is die met Bristol, Birmingham, de Midlands, Noord-Engeland en Schotland. Veel treinen hebben Exeter niet als eindpunt, maar rijden door naar het westen tot bijvoorbeeld Torquay, Plymouth en Cornwall.

### Vliegen
Ten oosten van de stad ligt Exeter International Airport. Er zijn diverse bestemmingen binnen Engeland, Schotland, Wales en Ierland, maar ook tientallen bestemmingen elders binnen Europa, enkele ook daarbuiten.

### Stad- en streekbussen
De belangrijkste busmaatschappij is Stagecoach Devon. De beste plek om een bus te nemen is de High Street, waar bijna alle bussen doorheen komen. Daarnaast is het bus station aan de Paris Street een goede opstapplaats. Sommige bussen stoppen ook bij station Exeter St Davids. Stagecoach Devon heeft lijnen naar de meeste steden en dorpen in oost- en noord-Devon, hoewel sommige niet erg vaak rijden. Voor lange afstanden biedt National Express goede verbindingen naar bijvoorbeeld Heathrow en Londen.

## Sport
Exeter City FC is de betaaldvoetbalclub van de stad en speelt haar wedstrijden in het stadion St James Park.
Exeter was speelstad bij het WK rugby van 2015. De wedstrijden werden gespeeld in het stadion Sandy Park.

## Stedenbanden
Exeter heeft een stedenband met:
- Rennes in Bretagne, Frankrijk
- Bad Homburg in Duitsland
- Jaroslavl in Rusland
- Terracina in Italië

## Geboren in Exeter
- Richard Hooker (1554–1600), anglicaans theoloog
- Henriëtta Anne van Engeland (1644-1670), hertogin van Orléans
- Beth Gibbons (1965), zangeres van Portishead
- Chris Martin (1977), zanger van Coldplay
- Matthew Goode (1978), acteur
- Bradley James (1983), acteur
- Liam Tancock (1985), zwemmer
- Ethan Ampadu (2000), voetballer
- Tyler Dibling (2006), voetballer

## Trivia
- Exeter is thuisbasis van de voetbalclub Exeter City FC, spelend in Football League Two, de Engelse vierde divisie.
- Bij de ruïne van Rougemont Castle, ter hoogte van de resten van het poortgebouw, bevindt zich een plaquette die herinnert aan Alice Molland – de laatste persoon die in Engeland de doodstraf kreeg voor hekserij. Zij zat in Exeter gevangen tot haar executie in 1685.
- Een van de meest bekende kinderboeken van Rosemary Sutcliff, de ‘’Adelaar van het Negende’’, begint in het Romeinse Isca Dumnoniorum.
- Joanne Rowling, schrijfster van de Harry Potter-reeks, studeerde Frans en klassieke cultuur aan de Universiteit van Exeter, waar ze in 1986 afstudeerde.